# Distrito de Huanoquite
El Distrito peruano de Huanoquite es uno de los nueve distritos de la provincia de Paruro, ubicada en el Departamento de Cusco,  bajo la administración el Gobierno regional de Cusco. Su capital es el centro poblado de Huanoquite, ubicado a 3391 m s. n. m..
La provincia de Paruro desde el punto de vista de la jerarquía eclesiástica está comprendida en la arquidiócesis del Cusco.

## Historia
Oficialmente, el distrito de Huanoquite fue creado el 21 de junio de 1825 mediante Decreto del Libertador Simón Bolívar.

## Geografía
El distrito tiene un área de 362.67 km² que se extienden sobre una superficie de valles interandinos, montañas y ríos.
Sus límites son al norte las provincias de Cusco y Anta, al este los distritos de Yaurisque y Paccarectambo, al sur el distrito de Ccapi y al oeste el departamento de Apurímac.

## Demografía
El distrito tiene una población de 4867 habitantes según el censo peruano de 2017.

## Economía
La principal actividad económica de la población del distrito es la agricultura y la ganadería. Destacan los cultivos de maíz, papa y trigo. En cuanto a la ganadería destaca la crianza de ganado vacuno y ovino.

## Autoridades

### Municipales
- 2023-2026
  - Alcalde: Daniel Cusimayta Gutiérrez.
  - Regidores:

```
- Sra. Irene Farfán Anchaya
- Sr.  Fidel Miranda Huamán 
- Sra. Nazaria Chalhua Peña
- Sr. Ricardo Saire Blanco
- Sra. Eliza Chaparro Gutiérrez
```

- 2019-2022
  - Alcalde: [Tomás Quispe Antitupa].
- 2015-2018[3]
  - Alcalde: Hugo Herrera Catari, (Autogobierno Ayllu)
  - Regidores: Mario Quispe Enríquez (Autogobierno Ayllu), Valentín Cusimayta Huaman (Autogobierno Ayllu), Emperatriz Martines Miranda (Autogobierno Ayllu), Sabino Gómez Alfaro (Autogobierno Ayllu) y Lucio Huanaco Mora (Movimiento Regional Acuerdo Popular Unificado)
- 2011-2014 lde: alcalde: Mario Loaiza Zanabria, del Movimiento Gran Alianza Nacionalista (GAN).
  - Regidores: Segundino Castillo Olivares (GAN), Silverio Calancha Oliart (GAN), Virginia Salazar Huanaco (GAN), Silvestre Quispe Carrión (GAN), Pedro Pantoja Rocca (APRA).
- 2007-2010
  - Alcalde: [Tomás Quispe Antitupa].
- 2003-2006
  - Alcalde: Sabino Sarmiento Muñoz
- 1999-2000
  - Alcalde: Luis Alberto Figueroa Béjar

### Religiosas
Párroco: Pbro. Roy Wilson Aroni Peralta (Parroquia Todos los Santos).

## Festividades
- Asunción de María.

Se celebra una fiesta patronal en honor a la Virgen Asunta el 15 de agosto de cada año.
- Virgen Rosario.

Se celebra el 7 de octubre en honor a la virgen.